# Derolus angustatus
Derolus angustatus là một loài bọ cánh cứng trong họ Cerambycidae.